# Larry Taylor
Larry James Taylor jr. (Chicago, 3 ottobre 1980) è un cestista statunitense naturalizzato brasiliano dal 2012.

## Carriera
Con il Brasile ha disputato i Campionati americani del 2013 e i Campionati mondiali del 2014.